# 米欣基 (德爾哈奇市鎮)
50°9′9″N 36°2′54″E / 50.15250°N 36.04833°E
米欣基（烏克蘭語：Мищенки）是位於烏克蘭東部的村莊，由哈爾科夫州哈爾科夫區的德爾哈奇市鎮負責管轄。該村始建於1680年，面積0.16平方公里，海拔高度151米，2001年人口5，人口密度每平方公里31.9人。